# Isaac Bolívar
Isaac Bolívar Hernández fue un ciclista profesional colombiano, nacido el 9 de mayo de 1991 en Medellín (Antioquia). Actualmente se encuentra retirado del ciclismo profesional.

## Palmarés
2010
- 3º en el Campeonato de Colombia Contrarreloj Sub-23
- 2º en la Vuelta Higuito

2012
- 1 etapa de la Vuelta a Guatemala

2013
- Campeonato de Colombia Contrarreloj sub-23
- 2º en el Campeonato Panamericano en Ruta sub-23
- 3º en el Campeonato Panamericano Contrarreloj sub-23

## Equipos
- Indeportes Antioquia-Lotería de Medellín (2010)
- Gobernación de Antioquia-Indeportes Antioquia (2011)
- EPM-UNE (2012)
- Aguardiente Antioqueño-Lotería de Medellín (2013)
- UnitedHealthcare (2014-2015)